# Sleepy Hollow (film)
 Denne artikel omhandler Filmen Sleepy Hollow. Opslagsordet har også en anden betydning, se Sleepy Hollow.
Sleepy Hollow er en film fra 1999 instrueret af Tim Burton, Skrevet af Kevin Yagher og Andrew Kevin Walker efter en historie af Washington Irving, med musik af Danny Elfman.
Genren er, typisk for instruktøren, svær at placere præcist: en romantisk-gotisk-krimi-spøgelses-gyser-splatter-komedie. Filmen skal først og fremmest ses for sin stemning og visuelle energi.
Filmen udmærker sig også ved en meget fin titelsekvens, som integrerer animeret titelgrafik i omgivelserne og lyssætningen, efter et langt anslag med Ichabod Cranes forhistorie.

## Medvirkende
- Johnny Depp – Constable Ichabod Crane
- Christina Ricci – Katrina Anne Van Tassel
- Miranda Richardson – Lady Mary Van Tassel/The Western Woods Crone
- Michael Gambon – Baltus Van Tassel
- Casper Van Dien – Brom Van Brunt
- Jeffrey Jones – Reverend Steenwyck
- Christopher Lee – Burgomaster
- Richard Griffiths – Magistrate Samuel Philipse
- Ian McDiarmid – Dr. Thomas Lancaster
- Michael Gough – Notary James Hardenbrook
- Marc Pickering – Young Masbath
- Christopher Walken - Headless Horseman

## Eksterne Henvisninger
- Sleepy Hollow på Internet Movie Database (engelsk)
- Sleepy Hollow på Filmdatabasen
- Sleepy Hollow på Scope
- Sleepy Hollow i Svensk Filmdatabas (svensk)
- Sleepy Hollow på AlloCiné (fransk)
- Sleepy Hollow på MovieMeter (nederlandsk)
- Sleepy Hollow på AllMovie (engelsk)
- Sleepy Hollow hos American Film Institute (engelsk)
- Sleepy Hollows profil hos Encyclopædia Britannica Online (engelsk)
- Sleepy Hollow på Turner Classic Movies (engelsk)